# African Journal of Biotechnology
African Journal of Biotechnology (abreviado Afr. J. Biotechnol.) es una revista científica de acceso abierto que abarca la investigación en todas las áreas aplicadas de la bioquímica, la microbiología industrial, la biología molecular, la genómica la proteómica, tecnologías de la alimentación y la agricultura y la ingeniería metabólica.

## Indización y resúmenes
- Science Citation Index
- BIOSIS Previews
- Chemical Abstracts Service
- CAB Abstracts
- EMBASE
- ProQuest